# Musée d'Art et d'Histoire Louis-Senlecq
 (septembre 2019).
- Si vous ne connaissez pas le sujet, laissez ce bandeau (vous pouvez alors contacter les auteurs).
- Si vous supprimez le contenu mis en cause (vous pouvez préalablement contacter les auteurs),

argumentez précisément cette suppression dans la page de discussion
(un manque de référence n'est pas un argument ; une recherche réelle de référence doit avoir été effectuée, être formellement documentée).
Le musée d'art et d'histoire Louis-Senlecq est un musée municipal français, bénéficiant de l'appellation "Musée de France", situé à L'Isle-Adam (Val-d'Oise). Il conserve des œuvres d'art datant principalement des XIXe et XXe siècles en rapport avec L'Isle-Adam et sa région.

## Histoire du musée et descriptif de ses collections
Les origines du musée d'art et d'histoire Louis-Senlecq remontent à 1939, date à laquelle, à l'initiative du docteur Louis Senlecq (1880-1950), chirurgien mais aussi maire de L'Isle-Adam, est créée l’association « Les Amis de L'Isle-Adam » dans l'objectif de faire connaître les personnages, les faits et les sites historiques liés à L'Isle-Adam et sa région et œuvrer pour en perpétuer le souvenir. 
Interrompue durant la Seconde Guerre mondiale, l’activité de l’association reprend dans les années 50 et le musée est inauguré en 1951. Les premières expositions sont ensuite organisées à partir des années 70. En 1992, un conservateur est recruté pour assurer le suivi scientifique des collections, le musée est alors un musée associatif sous contrôle de la Direction des Musées de France. En 1999, les collections deviennent propriété de la ville de L'Isle-Adam et le musée obtient l’appellation "Musée de France" en 2002.
Entre 1939 et 2006, le musée est installé dans la Maison des Joséphites, bâtiment construit en 1661 par le prince Armand de Bourbon-Conti (1629-1666), seigneur de L'Isle-Adam, pour abriter une communauté de prêtres lyonnais de la congrégation des Missionnaires de l’Ordre de Saint-Joseph, chargée de l’enseignement gratuit des enfants de la paroisse Saint-Martin de L’Isle-Adam.
Depuis 2006, le musée est redéployé dans un ancien hôtel particulier appelé « petit hôtel Bergeret », datant du XVIIIe siècle mais restauré en 1998 pour y abriter le centre d'art contemporain Jacques Henri Lartigue. 
Constituées à l’origine par de nombreux dons, puis enrichies par plusieurs dépôts de musées nationaux comme le musée du Louvre, le musée d'Orsay et le château de Versailles, les collections du musée, composées d'environ 4 000 œuvres, sont majoritairement en lien avec l’histoire de la ville et de son territoire.
Le fonds de peintures s’articule autour de l'École des bords de l'Oise et de son principal représentant Jules Dupré (1811-1889) qui, après avoir été en lien avec l’école de Barbizon, installa son atelier à L'Isle-Adam aux côtés de son ami Théodore Rousseau (1812-1867). 
Le musée possède également un fonds d'art graphique dont des dessins de Jules-Romain Joyant (1803-1854), surnommé le Canaletto français, et près de 200 sujets en terre cuite issus de la production des manufactures installées à L'Isle-Adam de la fin du XIXe siècle aux années 1950.
Au rez-de-chaussée du musée on peut voir trois espaces dévolus aux collections permanentes : une salle consacrée à l'histoire des princes de Conti à L'Isle-Adam au XVIIIe siècle ; une deuxième présentant des terres cuites de Joseph Le Guluche (1849-1915), issues des manufactures adamoises et une dernière dédiée au peintre Jules Dupré.
Au premier étage du bâtiment, le musée propose chaque année deux accrochages temporaires d'œuvres issues de sa collection, intitulés « Regard sur les collections », ainsi qu’une exposition temporaire qui peut être en lien avec l’histoire et le patrimoine locaux ou tournée vers la création contemporaine.
L'ensemble du musée n'est accessible au public que durant les expositions temporaires.

## Expositions
- 2010 : Double je. Jacques Henri Lartigue, peintre et photographe, 1915-1939[1].
- 2013 : Léon Fort 1870-1965. L’Isle-Adam, par les rues et par les sentiers[2]
- 2013 : Une collection réinventée. Chefs-d'oeuvre de la Fondation des Treilles[3]
- 2013-2014 : La mer toujours recommencée. Marines de Jules Dupré [4]
- 2014 : Adolphe Willette (1857-1928)[5]
- 2015 : Jean-Baptiste Sécheret. Paysages [6]
- 2016 : Claude Viseux (1927-2008) - La réalité transformée[7]
- 2017 : Olivier Verley. Dans le sens du paysage[8]
- 2018 : Sur le motif. Delphine D. Garcia, Chiara Gaggiotti, Virginie Isbell, Corinne Pauvert[9]
- 2019 : Fantaisies. Jacques Henri Lartigue, décors et haute couture[10]
- 2019-2020 : Dan Jacobson - Imagine le Val-d'Oise[11]